# Vukomeričke gorice
Vukomeričke gorice (także Kravarske gorice, Vukomeričko humlje) – kraina geograficzna w Chorwacji.

## Opis
Jest to pagórkowaty obszar, rozciągający się na południe od Zagrzebia na długości ok. 30 km, pomiędzy Turopoljem a Pokupljem. Jest zbudowany z osadów plioceńskich. W miejscowych lasach dominuje buk, dąb, grab i jodła. Najwyższe wzniesienia to Žeridovka (255 m n.p.m.) i Kravarščica (243 m n.p.m.).
Znajdują się tu źródła wód mineralnych. Miejscowe rolnictwo oparte jest na uprawie winorośli, sadownictwie i hodowli trzody chlewnej.
Największe miejscowości regionu to Kravarsko, Donji Hruševec, Dubranec, Roženica, Gornji Hruševec i Vukomerić.